# Victoria Kaspi

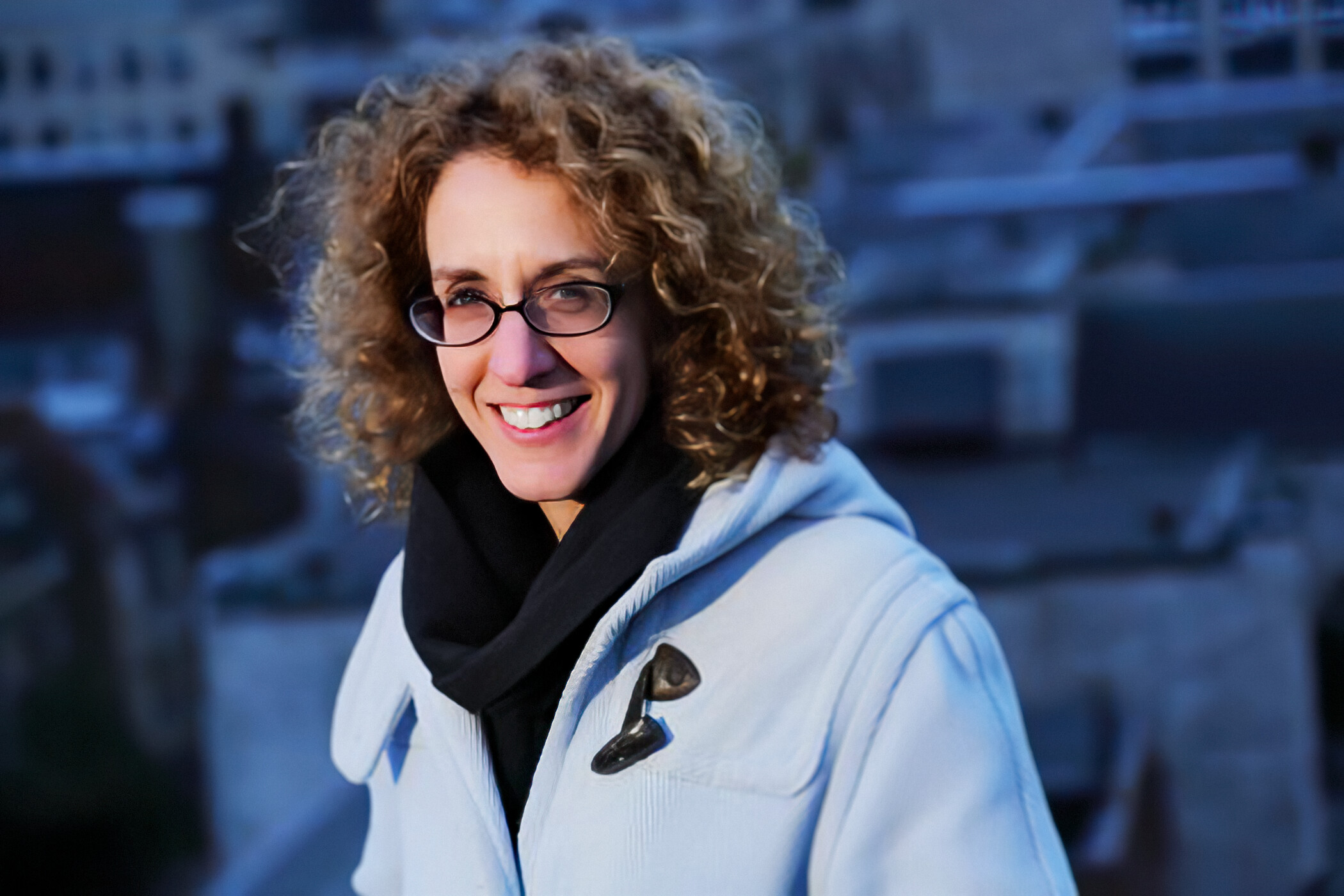
Victoria Kaspi (2021)

Victoria Michelle Kaspi (* 30. Juni 1967 in Austin (Texas)) ist eine amerikanisch-kanadische Astrophysikerin und beobachtende Astronomin und Hochschullehrerin an der McGill University. Sie befasst sich besonders mit Neutronensternen und Pulsaren.

## Leben
Kaspi zog mit ihren Eltern nach Kanada, als sie sieben Jahre alt war. Sie studierte Physik an der McGill University mit dem Bachelor-Abschluss 1989, erhielt 1991 ihren Master-Abschluss an der Princeton University, an der sie 1993 bei Joseph Taylor promoviert wurde. 1994 war sie Higgins Instructor in Princeton. Danach war sie am Jet Propulsion Laboratory der Caltech als Hubble Postdoctoral Fellow (1994 bis 1996) und am Massachusetts Institute of Technology (1997), bevor sie 1997 Assistant Professor an der McGill University wurde. Dort wurde sie 1999 Associate Professor und erhielt 2006 eine volle Professur. Ab 2005 war sie Direktorin des McGill Space Institute. Sie hatte einen Canada Research Chair an der McGill University und ist dort Lorne Trottier Professor für Astrophysik.

## Werk
Sie untersucht Neutronensterne und ihre verschiedenen Erscheinungsformen (Pulsare, Magnetare) unter anderem mit diversen Röntgen-Weltraumteleskopen (Chandra, Rossi, XMM-Newton, Swift, NuStar) und Radioteleskopen wie dem in Arecibo, dem Green Bank Teleskop und dem Canadian Hydrogen Intensity Mapping Experiment.
Sie identifizierte mit dem Chandra-Teleskop den zweiten Pulsar (PSR J1811-1926) – nach demjenigen im Krebsnebel – überhaupt als Supernova-Rückstand (SNR G11.2-0.3), die Identifikation mit einer Supernova (SN 386) im Sternbild Schütze, die von chinesischen Astronomen 386 n. Chr. beobachtet wurde, wird aber nach neueren Untersuchungen (2016) in Zweifel gezogen. Ihre Forschungen förderten auch Ähnlichkeiten von Magnetaren, also sehr hoch magnetisierten Pulsaren, zu normalen Pulsaren zu Tage. Sie war an der Entdeckung des bis dahin schnellst-rotierenden bekannten Pulsars beteiligt, PSR J1748-2446ad im Sternbild Schütze mit 716 Umdrehungen pro Sekunde, und entdeckte den zweiten bekannten Magnetar in unserer Galaxie. Ihre langjährige Beobachtung dieses Magnetars (erst mit dem Rossi und dann mit dem Swift Röntgenteleskop) im Sternbild Cassiopeia zeigte 2012 eine überraschende Verlangsamung der Rotation (von ihr anti-glitch genannt) verbunden mit einem Röntgenausbruch. Als Ursache wird ein Aufbrechen der Kruste des Neutronensterns vermutet, die Flüssigkeitstaschen freisetzten, die langsamer als die starre Kruste rotieren. Sie unternahm auch Präzisionstests der Allgemeinen Relativitätstheorie in einem Doppelsternsystem aus zwei umeinander kreisenden Pulsaren.
Sie ist verheiratet und hat drei Kinder.

## Ehrungen und Mitgliedschaften
- 1998 Annie-Jump-Cannon-Preis für Astronomie
- 1998 Sloan Research Fellow
- 2004 Herzberg Medal
- 2006 Steacie-Preis
- 2007 Rutherford Memorial Medal der Royal Society of Canada
- 2008 Fellow der Royal Society of Canada
- 2009 Prix Marie-Victorin der Provinz Quebec
- 2010 Mitglied der National Academy of Sciences
- 2010 Fellow der Royal Society
- 2010 John C. Polyanyi Award
- 2013 Queen Elizabeth II Diamond Jubilee Medal
- 2014 Fellow der American Physical Society
- 2015 Killam Memorial Prize
- 2015 Mitglied der American Academy of Arts and Sciences
- 2016 Gerhard Herzberg Canada Gold Medal for Science and Engineering
- 2016 Companion of the Order of Canada
- 2018 Ehrendoktor der University of British Columbia Okanagan
- 2019 Nature's Top 10 People who mattered in Science.
- 2020 Bakerian Lecture der Royal Society
- 2021 Shaw Prize in Astronomie
- 2022 Albert Einstein World Award of Science
- 2024 Marcel Grossmann Award, stellvertretend für das CHIME-Team